# Controle interorganizacional
Controle interorganizacional é a série de mecanismos utilizados para regular as relações entre organizações envolvidas em redes, alianças e outros relacionamentos, como relação comprador-fornecedor, participantes de joint-ventures ou alianças estratégicas. 
É um processo de regulação pelo qual os elementos de um sistema, no caso um relacionamento interorganizacional, são tornados mais previsíveis através do estabelecimento de padrões na busca de um estado objetivo desejado.

## Alianças
O controle organizacional é utilizado para diminuir o nível de risco das operação entre organizações. a existência de controles interorganizacionais serve para definir parâmetros para avaliar o desempenho de uma aliança ou outro relacionamento entre organizações. A existência de controles adequados melhora a percepção das organizações envolvidas em uma rede junto a sociedade.

## Modelos
Das & Teng (2001) identificam três tipos de controle em relacionamentos interorganizacionais: saída, comportamento e social. O controle
de saída é a avaliação do desempenho do parceiro. O controle de comportamento é utilizado para garantir que os processos são apropriados.
E o controle social busca o desenvolvimento de valores compartilhados, crenças e objetivos comuns entre as partes. 
Outros mecanismos de controle são a estrutura hierárquica, a estrutura lateral, a socialização de valores e a estrutura de comunicação.